# Tweede Kamerverkiezingen 2003/Kandidatenlijst/GroenLinks
De kandidatenlijst voor de Tweede Kamerverkiezingen 2003 van GroenLinks werd vastgesteld op het GroenLinks congres van 23 november 2002 in Zwolle.

## Achtergrond
De Tweede Kamerverkiezingen van 2003 werd een half jaar na de verkiezingen van 2002 gehouden. De lijstvolgorde uit 2002 werd opnieuw gebruikt, met enkele wijzigingen: Paul Rosenmöller had de politiek verlaten, hij werd als lijsttrekker opgevolgd door Femke Halsema. Ab Harrewijn overleed vlak voor de verkiezingen van 2002. Zijn plek werd ingenomen door Paul Jungbluth. Op plek 12 werd Nevin Özütok geplaatst. In 2002 waren er verschillende lijstduwers in iedere kieskring. In 2003 was er een lijst van regionale lijstduwers. Lijstduwer Harry Borghouts was ingeruild voor Mirjam de Rijk

## De lijst
- vet: verkozen
- schuin: voorkeurdrempel overschreden

1. Femke Halsema - 431.195 stemmen
2. Marijke Vos - 24.988
3. Wijnand Duyvendak - 3.366
4. Kees Vendrik - 1.331
5. Farah Karimi - 7.610
6. Evelien Tonkens - 1.348
7. Arie van den Brand - 839
8. Ineke van Gent - 4.229
9. Naima Azough[1] - 6.614
10. Paul Jungbluth[1] - 899
11. Hugo van der Steenhoven - 566
12. Nevin Özütok[1] - 4.280
13. Tineke Strik - 796
14. Arno Bonte - 528
15. Wilna van Aartsen - 243
16. Nen van Ramshorst - 202
17. Dogan Gök - 818
18. Wil Codrington - 469
19. Roel van Duijn - 845
20. Luc Houx - 95
21. Stan Termeer - 112
22. Nelleke van Wijk - 616
23. Farid Tabarki - 576
24. Lenie Scholten - 480
25. Raf Janssen - 332
26. Symone de Bruin - 353
27. Klaas Blanksma - 203
28. Hetty Hafkamp - 364
29. Maya de Bruin-Reefman - 601
30. Mirjam de Rijk - 904

CDA · LPF · VVD · PvdA · GroenLinks · SP · D66 · ChristenUnie · SGP · Leefbaar Nederland · DeConservatieven.nl · NCPN · Duurzaam Nederland · PvdT · Partij voor de Dieren · Lijst 16 · Vooruitstrevende Integratie Partij · AVD · Lijst Veldhoen